# Naar Djævle er paa Spil
Naar Djævle er paa Spil også med titlen Naar Djævelen er paa Spil er en dansk komediefilm fra 1909 produceret af Nordisk Films Kompagni og instrueret af Holger Rasmussen, der kort forinden var blevet forfremmet til kunstnerisk direktør for Nordisk Film med titlen "Chef for Nordisk Films Kompagnis Optagelseskontor". efter Viggo Larsen, der var blevet uvenner med Nordisk Films direktør og ejer, Ole Olsen.
Filmen er indspillet i 1909. Der foreligger ikke oplysning om den danske premieredato. Filmen blev distribueret i bl.a. Frankrig, Tyskland, Italien og Sverige. I USA havde filmen premiere den 18. juni 1910. Filmen blev i tysktalende lande distribueret som Wenn der Teufel im Spiel ist og i engelsktalende lande som How Brother Cook was taught a Lesson.

## Handling
De fromme munke på klosteret har blandt sig en munk, der er en dygtig kok, men Djævelen har fået ham til at tage sig for sig af de mange flasker og fade, der er gemt i klosterets kældre, og det kan mærkes på maden, der heller ikke kommer til tiden. Munkene beslutter sig for at give kokken en lærestreg, som han sent vil glemme. Kokken hævner sig, men lover fremover at lave mad til tiden og at lade flaskerne stå til efter maden er serveret.

## Medvirkende
- Valdemar Møller
- Carl Alstrup
- Oscar Stribolt
- William Bewer
- Erik Winther
- Edvard Jacobsen
- Anton Seitzberg